# Helmutwinklerita
La helmutwinklerita és un mineral de la classe dels fosfats que pertany al grup de la tsumcorita. Rep el nom en honor de Helmut Gustav Franz Winkler (3 d'abril de 1915, Kiel, Alemanya - 10 de novembre de 1980, Göttingen, Alemanya), cristal·lògraf i petròleg experimental. Va treballar en diferents èpoques com a Director de l'Institut de Cristal·lografia de la Universitat de Göttingen i com a Director de l'Institut Mineralògic, Philipps-Universität Marburg. Va escriure el famós llibre Petrogènesi de les roques metamòrfiques.

## Característiques
La helmutwinklerita és un arsenat de fórmula química PbZn₂(AsO₄)₂(H₂O)₂. Va ser aprovada com a espècie vàlida per l'Associació Mineralògica Internacional l'any 1979, sent publicada per primera vegada el 1983. Cristal·litza en el sistema triclínic. La seva duresa a l'escala de Mohs és 4,5.
Segons la classificació de Nickel-Strunz, la helmutwinklerita pertany a «08.CG - Fosfats sense anions addicionals, amb H₂O, amb cations de mida mitjana i gran, RO₄:H₂O = 1:1» juntament amb els següents minerals: cassidyita, col·linsita, fairfieldita, gaitita, messelita, parabrandtita, talmessita, hillita, brandtita, roselita, wendwilsonita, zincroselita, rruffita, ferrilotharmeyerita, lotharmeyerita, mawbyita, mounanaïta, thometzekita, tsumcorita, cobaltlotharmeyerita, cabalzarita, krettnichita, cobalttsumcorita, niquellotharmeyerita, manganlotharmeyerita, schneebergita, niquelschneebergita, gartrellita, zincgartrel·lita, rappoldita, fosfogartrel·lita, lukrahnita, pottsita i niqueltalmessita.

## Formació i jaciments
Va ser descoberta a la mina Tsumeb, a la localitat de Tsumeb (Regió d'Oshikoto, Namíbia). També ha estat descrita a les mines de Mercati, a Àtica (Grècia). Aquests dos indrets són els únics de tot el planeta on ha estat descrita aquesta espècie mineral.